# Lee Ju-ho
Det här är en artikel om en person med koreanskt personnamn; Lee är familjenamnet.
Lee Ju-ho (koreanska: 이주호), född 23 januari 1995, är en sydkoreansk simmare.

## Karriär
Vid asiatiska spelen 2018 i Jakarta tog Lee brons på 100 meter ryggsim och var en del av Sydkoreas kapplag som tog brons på 4×100 meter mixad medley.
Vid olympiska sommarspelen 2020 i Tokyo blev Lee utslagen i semifinalen på 200 meter ryggsim och slutade på totalt 11:e plats. Han tävlade även på 100 meter ryggsim men tog sig inte vidare från försöksheatet och slutade på totalt 20:e plats.
Vid asiatiska spelen 2022 i Hangzhou tog Lee silver på 200 meter ryggsim, brons på 100 meter ryggsim samt var en del av Sydkoreas kapplag som tog silver på 4×100 meter medley. Han erhöll även ett brons efter att ha simmat försöksheatet på 4×100 meter mixad medley.